# Steven Nagel
Steven Ray Nagel (ur. 27 października 1946 w Canton, zm. 21 sierpnia 2014 w Columbii) – amerykański astronauta, pilot doświadczalny i inżynier.

## Życiorys
W 1964 ukończył szkołę w Canton, w 1978 uzyskał dyplom magistra inżynierii chemicznej na California State University we Fresno, od 1969 służył w lotnictwie USA. Pracował w England Air Force Base w Luizjanie, służył jako instruktor lotnictwa w Laosie i Tajlandii, w 1975 szkolił się na pilota doświadczalnego w Edwards Air Force Base w Kalifornii. Miał wylatane ponad 12 600 godzin, w tym 9640 godzin na odrzutowcach. 16 stycznia 1978 został kandydatem NASA na astronautę, w sierpniu 1979 został zakwalifikowany jako astronauta. Podczas misji STS-1 i STS-2 w 1981 był w rezerwowej załodze. Swój pierwszy lot kosmiczny odbywał od 17 do 24 czerwca 1985 jako specjalista misji STS-51-G trwającej 7 dni, godzinę i 38 minut; start nastąpił z Centrum Kosmicznego im. Johna F. Kennedy’ego na Florydzie, a lądowanie w Edwards Air Force Base w Kalifornii. Od 30 października do 6 listopada 1985 jako pilot uczestniczył w misji STS-61-A trwającej 7 dni i 44 minuty.
Od 5 do 11 kwietnia 1991 dowodził misją STS-37 trwającą 5 dni, 23 godziny i 32 minuty. Po dwóch latach, od 26 kwietnia do 6 maja 1993 był dowódcą misji STS-55 trwającej 9 dni, 23 godziny i 40 minut. Łącznie spędził w kosmosie 30 dni, 1 godzinę i 34 minuty.
Opuścił NASA 31 maja 2011. Zmarł w wyniku czerniaka w wieku 67 lat.
Stowarzyszenie Uczestników Lotów Kosmicznych (Association of Space Explorers) przyznało mu pośmiertnie Universal Astronaut Insignia za lot orbitalny (nr 171).